# Kirche Linda bei Weida

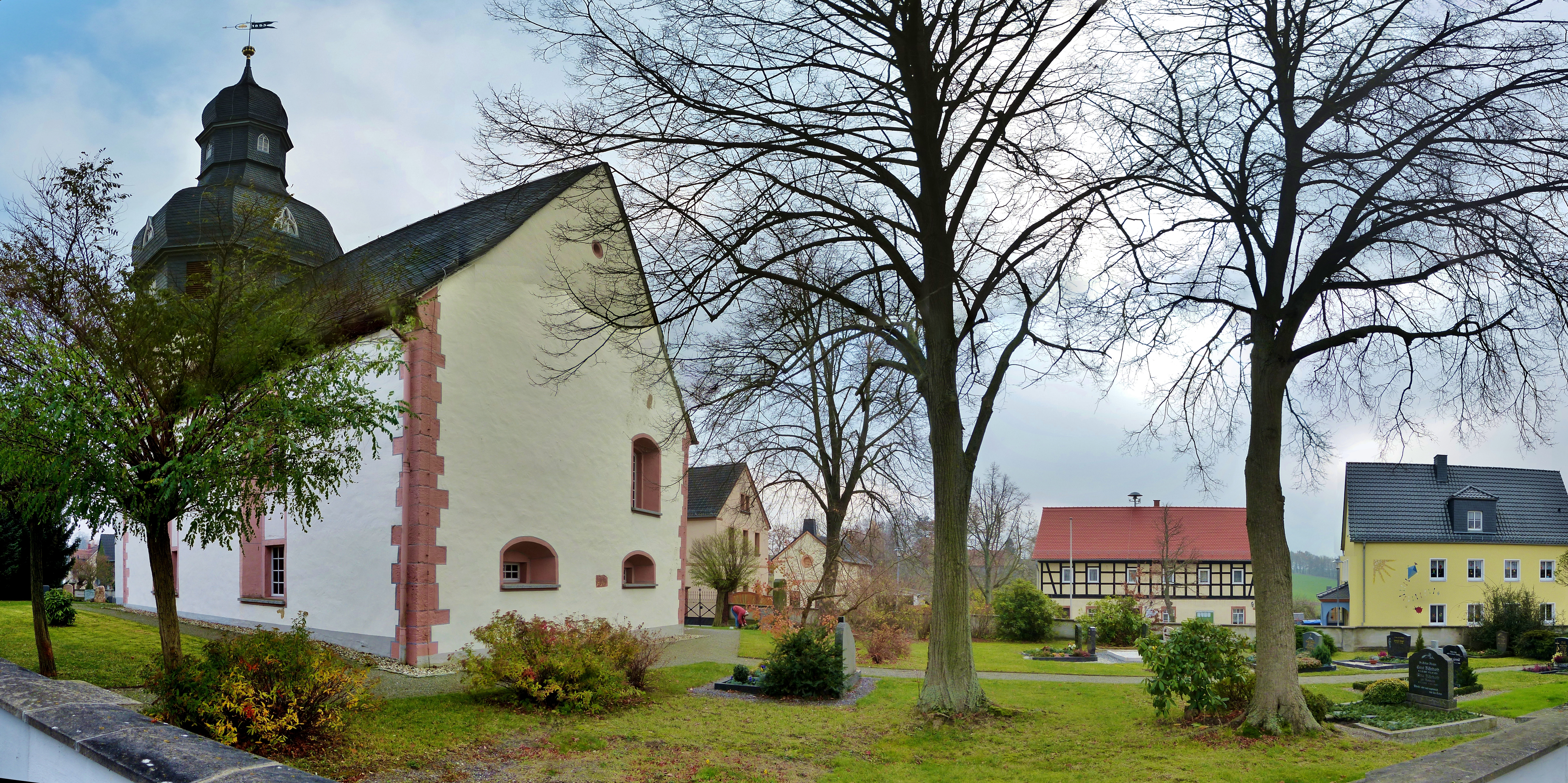
Kirche Linda bei Weida

Die Kirche Linda bei Weida steht in Linda b. Weida, einer Gemeinde im thüringischen Landkreis Greiz. Die evangelisch-lutherische Kirchengemeinde Linda gehört zum Pfarrbereich Großenstein-Baldenhain im Kirchenkreis Altenburger Land der Evangelischen Kirche in Mitteldeutschland.

## Beschreibung
Die Saalkirche ist im Kern romanischen Ursprungs. Sie hat einen eingezogenen, quadratischen Chorturm und eine Apsis mit einer Kalotte. Das Äußere der Kirche ist von verschiedenen Umbauten geprägt. Das oberste Geschoss des Turms ist achteckig. Darauf wurde 1822 bzw. 1853/54 die geschwungene, schiefergedeckte Haube errichtet. An der Südseite des Chors sind spätgotische Fenster. Das Langhaus ist mit einem Satteldach bedeckt.

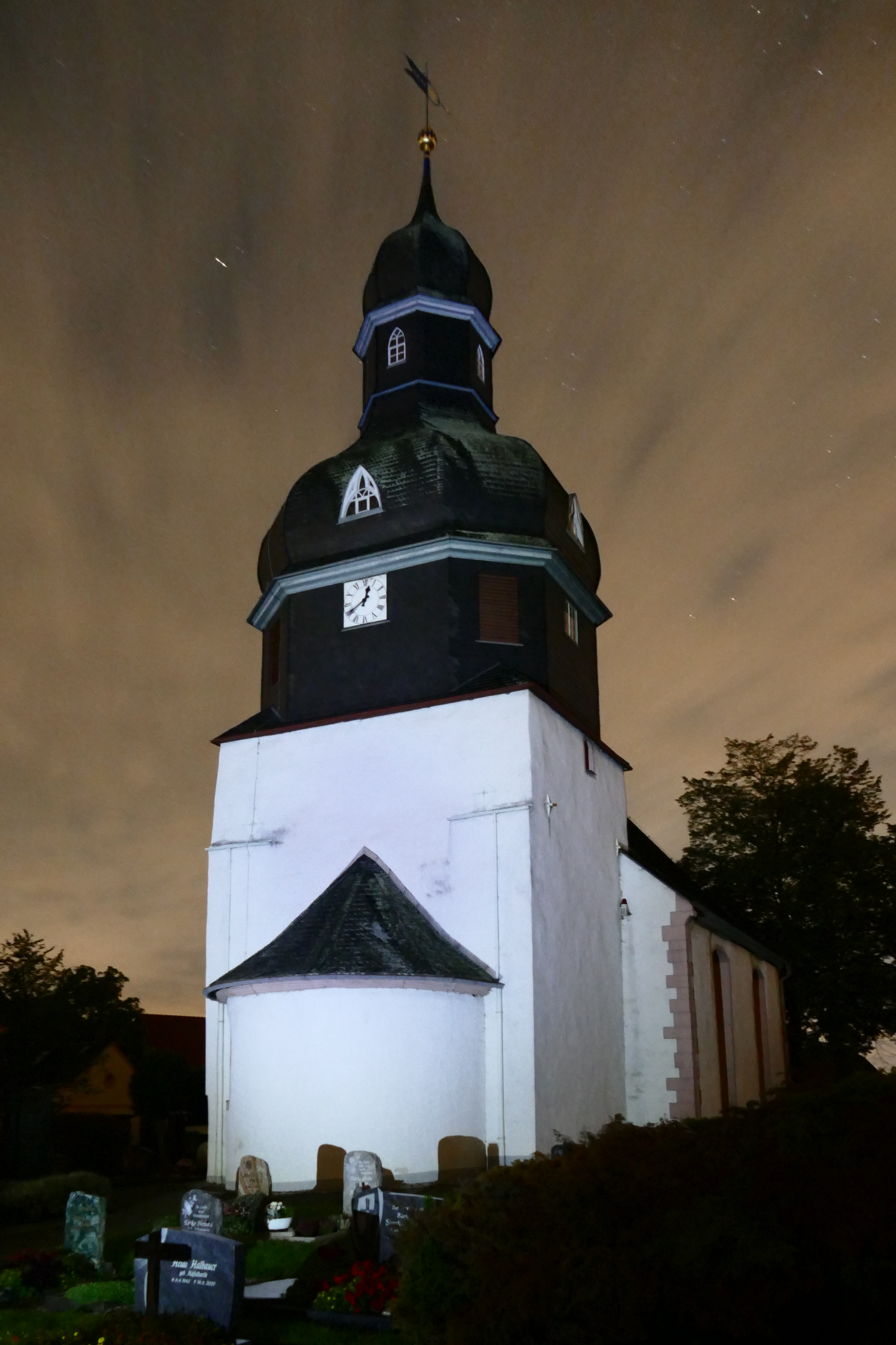
Nachtaufnahme, 2022

Das Kirchenschiff hat dreiseitige Emporen. Die figürliche und ornamentale Ausmalung des Kirchenschiffs wurde 1853/54 ausgeführt. Die Kirchenausstattung stammt größtenteils aus dem 18. Jahrhundert. Hinter einem modernen Blockaltar stehen Teile eines Kanzelaltars von 1778. An der Nordseite des Chors befinden sich Schreine zweier kleiner, spätgotischer Flügelaltäre. Beide sind mit Ornamenten versehen. Der eine, aus einer thüringischen Werkstatt, zeigt eine Madonna im Strahlenkranz, den heiligen Mauritius und einen heiligen Bischof, der andere, in Franken gefertigt, zeigt den Evangelisten Johannes, die heilige Barbara und den heiligen Wolfgang. Außerdem gibt es ganzfigürliche Bildnisse von Pastoren, die 1692 und 1740 entstanden sind.
Die Orgel mit 14 Registern, verteilt auf 2 Manuale und Pedal, wurde 1786 von Christian Friedrich Poppe gebaut.
Die Kirche wurde 1853/54 und 1978–86 renoviert.